# 实验天体物理联合研究所

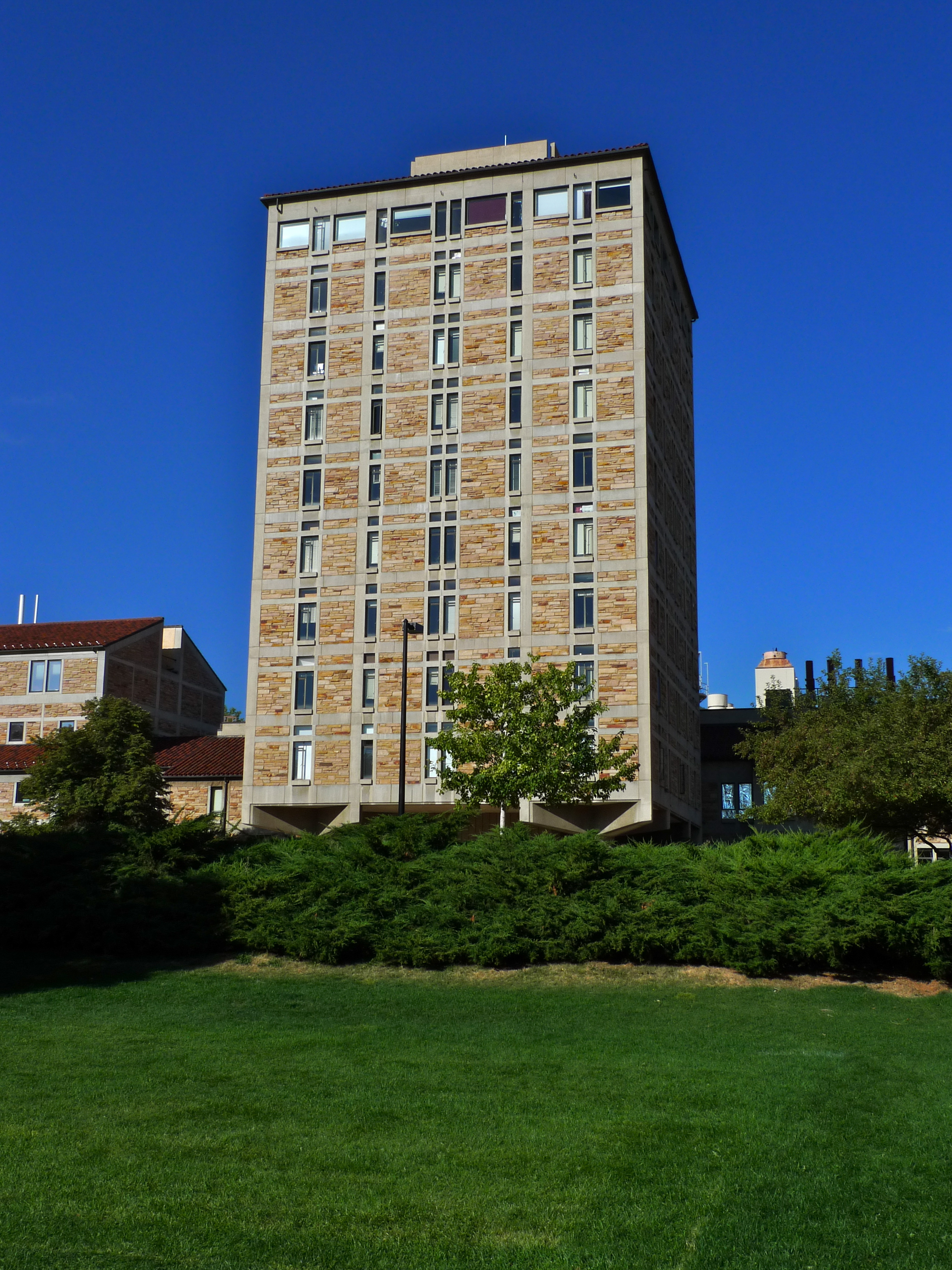
位於科羅拉多大學的<JILA>塔

实验天体物理联合研究所（简称）是一个美国前沿物理学研究为方向的研究所。实验天体物理联合研究所位于科罗拉多大学校园内，由科罗拉多大学和国家标准技术研究所联合运作。JILA的研究领域主要包括天体物理、原子和分子物理、光学、生物物理、化学物理、纳米技术以及精细测量。
2001年，JILA有2名教授获得诺贝尔物理学奖，分别是埃里克·康奈尔和卡尔·威曼；2005年约翰·霍尔也获得诺贝尔物理学奖。

## 外部連結
- 官方網站（页面存档备份，存于）